# NOV
NOV (англ. Nephroblastoma overexpressed) – білок, який кодується однойменним геном, розташованим у людей на короткому плечі 8-ї хромосоми. Довжина поліпептидного ланцюга білка становить 357 амінокислот, а молекулярна маса — 39 162.
| 10         |  | 20         |  | 30         |  | 40         |  | 50         |
| ---------- |  | ---------- |  | ---------- |  | ---------- |  | ---------- |
| MQSVQSTSFC |  | LRKQCLCLTF |  | LLLHLLGQVA |  | ATQRCPPQCP |  | GRCPATPPTC |
| APGVRAVLDG |  | CSCCLVCARQ |  | RGESCSDLEP |  | CDESSGLYCD |  | RSADPSNQTG |
| ICTAVEGDNC |  | VFDGVIYRSG |  | EKFQPSCKFQ |  | CTCRDGQIGC |  | VPRCQLDVLL |
| PEPNCPAPRK |  | VEVPGECCEK |  | WICGPDEEDS |  | LGGLTLAAYR |  | PEATLGVEVS |
| DSSVNCIEQT |  | TEWTACSKSC |  | GMGFSTRVTN |  | RNRQCEMLKQ |  | TRLCMVRPCE |
| QEPEQPTDKK |  | GKKCLRTKKS |  | LKAIHLQFKN |  | CTSLHTYKPR |  | FCGVCSDGRC |
| CTPHNTKTIQ |  | AEFQCSPGQI |  | VKKPVMVIGT |  | CTCHTNCPKN |  | NEAFLQELEL |
| KTTRGKM    |  |            |  |            |  |            |  |            |

A: Аланін

C: Цистеїн

D: Аспарагінова кислота

E: Глутамінова кислота

F: Фенілаланін

G: Гліцин

H: Гістидин

I: Ізолейцин

K: Лізин

L: Лейцин

M: Метіонін

N: Аспарагін

P: Пролін

Q: Глутамін

R: Аргінін

S: Серин

T: Треонін

V: Валін

W: Триптофан

Кодований геном білок за функцією належить до факторів росту. 
Локалізований у цитоплазмі, клітинних контактах.
Також секретований назовні.